# Hagen Kleinert
Hagen Michael Kleinert (Festenberg, 1941. június 15. –) német fizikus és egyetemi professzor a berlini Freie Universität egyetem elméleti fizika tanszékén. 2008-ban Max-Born-díjjal tüntették ki.
Egyetemi tanulmányait 1960 és 1963 között a Hannoveri Műszaki Főiskolán végezte. Ezt követően az Amerikai Egyesült Államok több egyetemének hallgatója volt. 1967-ben a Colorado at Boulder egyetemen doktorált, ahol többek között az Ősrobbanás elmélete egyik megalapozójának, George Gamownak a diákja volt. 1969 óta a Freie Universität professzora.

## Tudományos eredmények
Richard Feynman együttműködésével egy közelítő eljárást dolgozott ki a Pálya-Integrálok kiszámításához.
Ez a matematikai módszer, aminek segítségével divergens függvénysorokat konvergens függvénysorokká lehet átalakítani, az utóbbi 15 évben kibővült. E módszer a másodrendű fázisátalakulások közelében tapasztalható kritikus exponensek mostanáig (2008) ismert legpontosabb elméletének az alapja. Főleg a szuperfolyékony hélium esetében volt az elméletnek különös jelentősége, mivel egy műholdkísérlet eredményeit pontosan megjósolta.
1973-ban Hagen Kleinert a kvark-térelmélet segítségével megmagyarázta
az N. Cabibbo, L. Horwitz és Júvál Neemán-által feltételezett Regge-csatolások algebráját.
Az elmélete a kollektív kvantumterekről
és a kvarkelmélet hadronizálásáról
számos kutatások alapjává vált a kondenzált anyagok fizikája valamint a mag- és részecskefizika terén.
1978-ban egy nyári iskola folyamán Erice-ben az atommag szuperszimmetriáját megjósolta,
amit időközben kísérletileg is sikerült bebizonyítani.
1979-ben H. Duru együttműködésével sikerült elsőként a hidrogénatom pályaintegrálját megoldania.
1981-ben K. Maki együttműködésével a kvázi-kristályok ikozahedrális fázisszerkezetét derítette fel.
1982-ben megjósolta az I- és II-típusú szupervezetők közötti trikritikus pontot,
amit a Monte-Carlo-szimulációk is megerősítettek.
Ez egy új rendetlenség-térelmélet alapjává vált, ami a Gauge Fields in Condensed Matter két kötetében van kidolgozva. A fluktuáló örvény- vagy defektusvonalak elemi gerjesztések segítségével vannak leírva. Ez egy duális verziója a fázis átalakulás Landau-féle rend-térelméletének .
1986-ban bevezette a görbületi-merevséget a húrelmélet terén,
ahol alapesetben csak a feszültségek játszanak szerepet. Ezzel jelentősen helyesbítette a húrok fizikai tulajdonságait. Mivel hozzávetőleg egy időben az orosz fizikus A. Polyakov egy hasonló elméletet javasolt, az eredmény Polyakov-Kleinert-Stringnek is lett elnevezve.
A koordinátainvarianciából kiindulva, Kleinert a disztribúciók elméletének a kibővítését vezette le, amelyikben (a matematikai disztibúció elméletben) nem csak lineáris kombinációk, hanem disztribúciószorzatok is egyértelműen definiálva vannak.
A koordinátainvariancia a Pálya-integrálisok szükséges tulajdonsága amely által ezek a kvantummechanika Schrödinger-képével ekvivalenssé válnak.

## Könyvek
- Gauge Fields in Condensed Matter, Vol. I, "SUPERFLOW AND VORTEX LINES; Disorder Fields, Phase Transitions,", pp. 1–742, World Scientific (Singapur, 1989); Paperback ISBN 9971-5-0210-0 (online olvasható: itt )
- Gauge Fields in Condensed Matter, Vol. II, "STRESSES AND DEFECTS; Differential Geometry, Crystal Melting", pp. 743–1456, World Scientific (Singapur, 1989); Paperback ISBN 9971-5-0210-0  (online olvasható: itt)
- Path Integrals in Quantum Mechanics, Statistics, and Polymer Physics, World Scientific, Singapur, 1990
- Pfadintegrale in Quantenmechanik, Statistik und Polymerphysik. Mannheim, 1993
- Path Integrals in Quantum Mechanics, Statistics, and Polymer Physics, 2. Auflage, World Scientific, Singapur, 1995
- Critical Properties of φ4-Theories, World Scientific (Singapur, 2001); Paperback ISBN 981-02-4658-7  (online olvasható: itt) (Verena Schulte-Frohlinde együttműködésével)
- Path Integrals in Quantum Mechanics, Statistics, Polymer Physics, and Financial Markets, 5. Auflage, World Scientific (Singapore, 2006) (online olvasható: itt)
- Multivalued Fields in Condensed Matter, Electrodynamics, and Gravitation, World Scientific (Singapore, 2008) (online olvasható: itt)
- Proceedings of the Eleventh Marcel Grossmann Meeting on General Relativity, World Scientific (Singapore, 2008) (R.T. Jantzen együttműködésével)

## Fordítás
- Ez a szócikk részben vagy egészben  a   Hagen Kleinert című német Wikipédia-szócikk fordításán alapul.  Az eredeti cikk szerkesztőit annak laptörténete sorolja fel. Ez a jelzés csupán a megfogalmazás eredetét és a szerzői jogokat jelzi, nem szolgál a cikkben szereplő információk forrásmegjelöléseként.